# Saint-Laurent-en-Gâtines
Saint-Laurent-en-Gâtines is een gemeente in het Franse departement Indre-et-Loire (regio Centre-Val de Loire). De plaats maakt deel uit van het arrondissement Tours. Saint-Laurent-en-Gâtines telde op 1 januari 2022 873 inwoners.

## Geografie
De oppervlakte van Saint-Laurent-en-Gâtines bedroeg op 1 januari 2022 31,62 vierkante kilometer; de bevolkingsdichtheid was toen 27,6 inwoners per km².

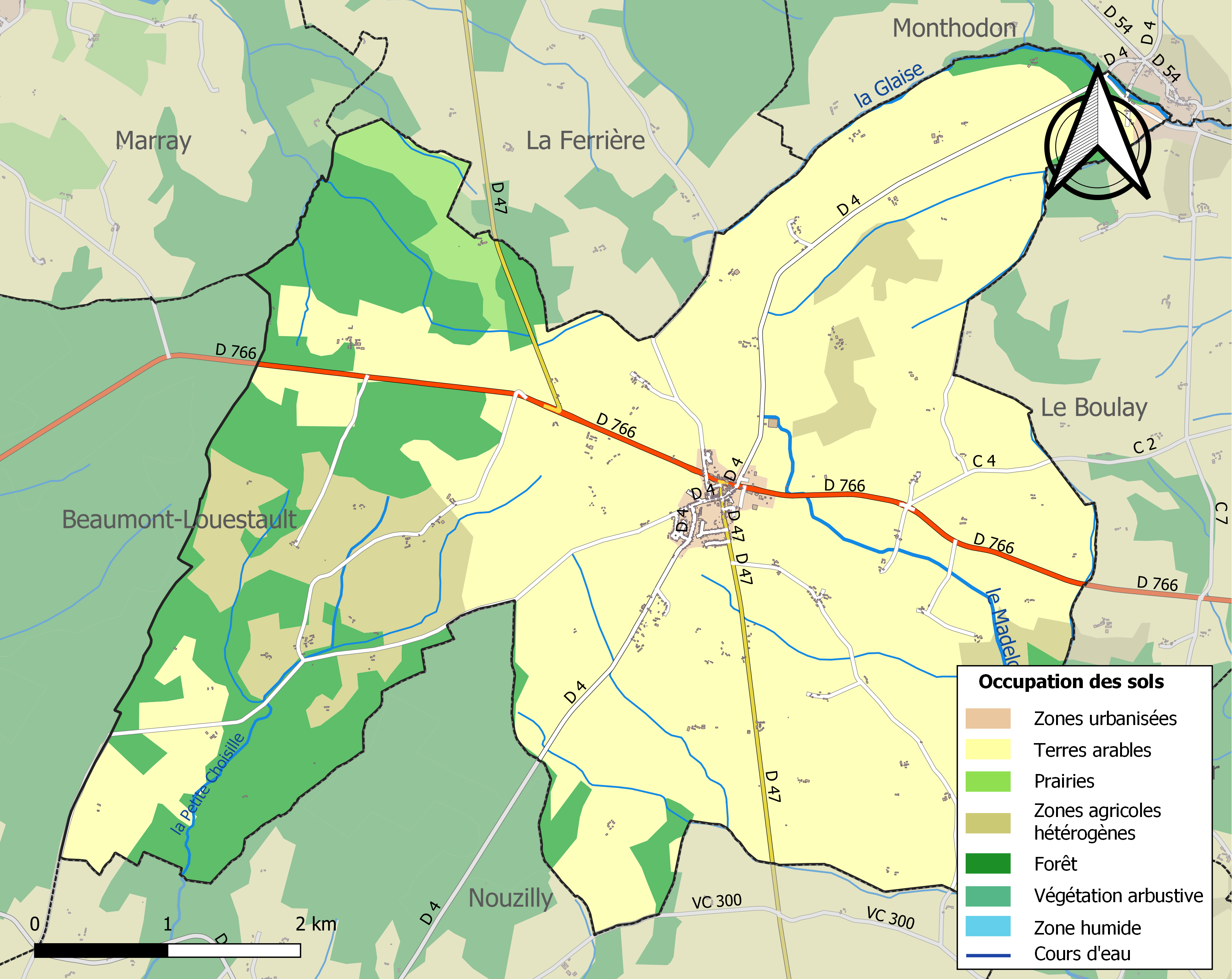
Kaart van de gemeente met de belangrijkste infrastructuur, bodemgebruik en omliggende gemeenten

## Demografie
Onderstaande figuur toont het verloop van het inwonertal (bron: INSEE-tellingen).